# Cochlospermum gillivraei
Cochlospermum gillivraei là một loài thực vật có hoa trong họ Bixaceae. Loài này được Benth. mô tả khoa học đầu tiên năm 1863.